# Serguéi Shtemenko
Serguéi Matvéievich Shtemenko (en ruso: Серге́й Матве́евич Штеме́нко; Uriúpinsk, Imperio ruso, 20 de febrero de 1907 - Moscú, Unión Soviética, 23 de abril de 1976) fue un general soviético que sirvió en el Estado Mayor General del Ejército Rojo durante la Segunda Guerra Mundial, después de la guerra se desempeñó como jefe del Estado Mayor General de las Fuerzas Armadas de la Unión Soviética (1948-1952) ), jefe de la Dirección Principal de Inteligencia del Estado Mayor General de las Fuerzas Armadas de la URSS (1956-1957).

## Biografía

### Infancia y juventud
Serguéi Shtemenko nació el 20 de febrero de 1907 en Uriúpinsk en la Gobernación de Sarátov en esa época parte del Imperio ruso, en el seno de una familia de campesinos. Su apellido original era Shtemenkov con el sufijo «-ov» como otras personas locales, pero después de la muerte de su padre, su madre cambió el apellido al estilo ucraniano: Shtemenko.
En 1925, después de terminar sus estudios en la escuela local, se fue a Moscú, donde trabajó como obrero y luego como vendedor de periódicos. En octubre de 1926, se alistó voluntario en el Ejército Rojo. En 1930 se unió al Partido Comunista —en esa época conocido como Partido Obrero Socialdemócrata de Rusia (bolchevique)— y se graduó de la escuela de artillería antiaérea de Sebastopol, siendo luego nombrado comandante de un pelotón de entrenamiento de un regimiento de artillería. En agosto de 1931, fue nombrado comandante y comisario político de una batería de un batallón de artillería independiente de la 2.ª Brigada Mecanizada del Distrito Militar ucraniano. Desde octubre de 1932 fue el primer asistente del jefe de Estado Mayor de un regimiento de artillería.

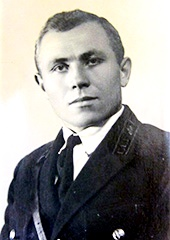
Serguéi Shtemenko en una foto de la década de 1930

Después de varios años en la Artillería, pasó al Cuerpo Blindado, completando sus estudios en la Academia Militar de Mecanización y Motorización del Ejército Rojo en 1937. Después de su graduación comandó un batallón de entrenamiento de tanques pesados de la brigada de tanques del RGK del Distrito Militar Especial de Kiev hasta septiembre de 1938, cuando fue llamado a la Academia Militar del Estado Mayor de las Fuerzas Armadas de la URSS. A finales de agosto de 1939, con otros cadetes, fue asignado como oficial de estado mayor a las fuerzas soviéticas que se preparaban para la invasión de Polonia y participó en la operación. Durante la guerra soviético-finlandesa se desempeñó como asistente en el Estado Mayor. Después de matricularse en la Academia en el otoño de 1940, la solicitud de Shtemenko de ser transferido al nuevo Cuerpo de Tanques fue rechazada y fue destinado como asistente principal del general Mijaíl Sharojin, jefe del Departamento de Medio Oriente de la Dirección de Operaciones del Estado Mayor General del Ejército Rojo.

### Segunda Guerra Mundial
En agosto de 1941, poco después de la invasión alemana de la Unión Soviética, fue nombrado adjunto de Sharojin, cargo que ocupó hasta después de la Batalla de Moscú, cuando fue asignado como subjefe de la dirección de Medio Oriente de la Dirección Operativa del Estado Mayor. Como tal, supervisó las operaciones de las tropas soviéticas de los frentes Suroeste y Oeste. En junio de 1942, reemplazó a Sharokhin como jefe de departamento. En este puesto participó en la planificación operativa de las batallas de Crimea, el Cáucaso y Stalingrado. En abril de 1943, fue nombrado primer subjefe de la Dirección Operativa del Estado Mayor y en mayo de 1943, fue ascendido a jefe, sirviendo directamente bajo el mando del mariscal de la Unión Soviética Aleksandr Vasilevski. En este puesto, sirvió hasta el final de la guerra. En noviembre de ese año acompañó a Stalin a la Conferencia de Teherán.
La Dirección Operativa del Estado Mayor General era responsable de planificar las operaciones militares, recopilar y analizar datos sobre la situación en los frentes, supervisar la implementación de las directivas del Alto Mando Supremo y también preparar órdenes en honor a las victorias obtenidas por las tropas de los distintos frentes de combate.
En diciembre de 1943, junto con el mariscal Kliment Voroshílov, fue enviado por el Cuartel General del Alto Mando Supremo (Stavka) a la cabeza de puente de Kerch para preparar la Operación Kerch-Eltigen, cuyo objetivo principal era libarar la península de Crimea, a través de una serie de acciones conjuntas de las tropas del Ejército Costero Independiente (comandante teniente general Iván Petrov), la Flota del Mar Negro (vicealmirante Lev Vladímirski) y la Flotilla del Azov (contralmirante Serguéi Gorshkov).
Durante febrero y marzo de 1944, se desempeñó como representante de la Stavka en el 2.º Frente Báltico durante la Ofensiva de Leningrado-Nóvgorod, ofensiva cuyo objetivo era derrotar al Grupo de Ejércitos Norte alemán, levantar por completo el Sitio de Leningrado y finalmente, liberar por completo el Óblast de Leningrado. En mayo de 1944, voló a Crimea, para supervisar el envío de las tropas del abolido 4.º Frente Ucraniano a la reserva del Cuartel General del Comando Supremo después de la liberación de la península de Crimea. Durante la primavera de 1944, recorrió los diferentes frentes que combatían en Bielorrusia, durante la exitosa Operación Bagratión, y coordinó sus operaciones. En septiembre de 1944, fue miembro de la delegación soviética en las negociaciones entre la URSS y Finlandia y la firma del Armisticio de Moscú el 19 de septiembre.
Entre enero y mayo de 1945, participó en el desarrollo de planes para las operaciones de las fuerzas armadas soviéticas, que condujeron a la liberación de los países de Europa Central y Sudoriental y la captura de Berlín. Después de la rendición alemana, estuvo entre los organizadores del Desfile de la Victoria. En agosto de 1945, participó en la planificación de la guerra soviético-japonesa.

### Posguerra

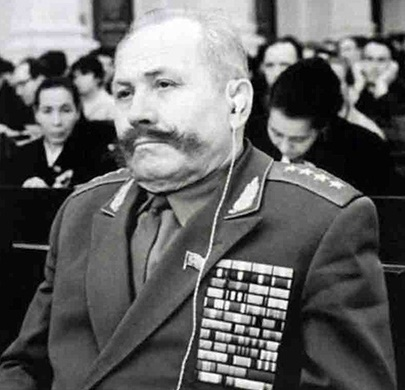
Serguéi Shtemenko en una sesión del Sóviet Supremo de la RSFS de Rusia

En abril de 1946, fue ascendido al puesto de jefe adjunto del Estado Mayor General. En 1947, fue elegido diputado de la III convocatoria del Sóviet Supremo de la RSFS de Rusia por la circunscripción de Oriol. En noviembre de 1948, Shtemenko, de 41 años, fue nombrado jefe del Estado Mayor General y Viceministro de Defensa. Sin embargo, en junio de 1952 fue reemplazado como jefe del Estado Mayor General por Vasili Sokolovski.
En junio de 1952, fue transferido para comandar el Grupo de Fuerzas Soviéticas en Alemania. En octubre del mismo año, fue elegido en el XIX Congreso del PCUS como candidato a miembro del Comité Central del PCUS, cargo que ocupó hasta 1956. En marzo de 1953 regresó a Moscú para ocupar el cargo de primer subjefe del Estado Mayor General.

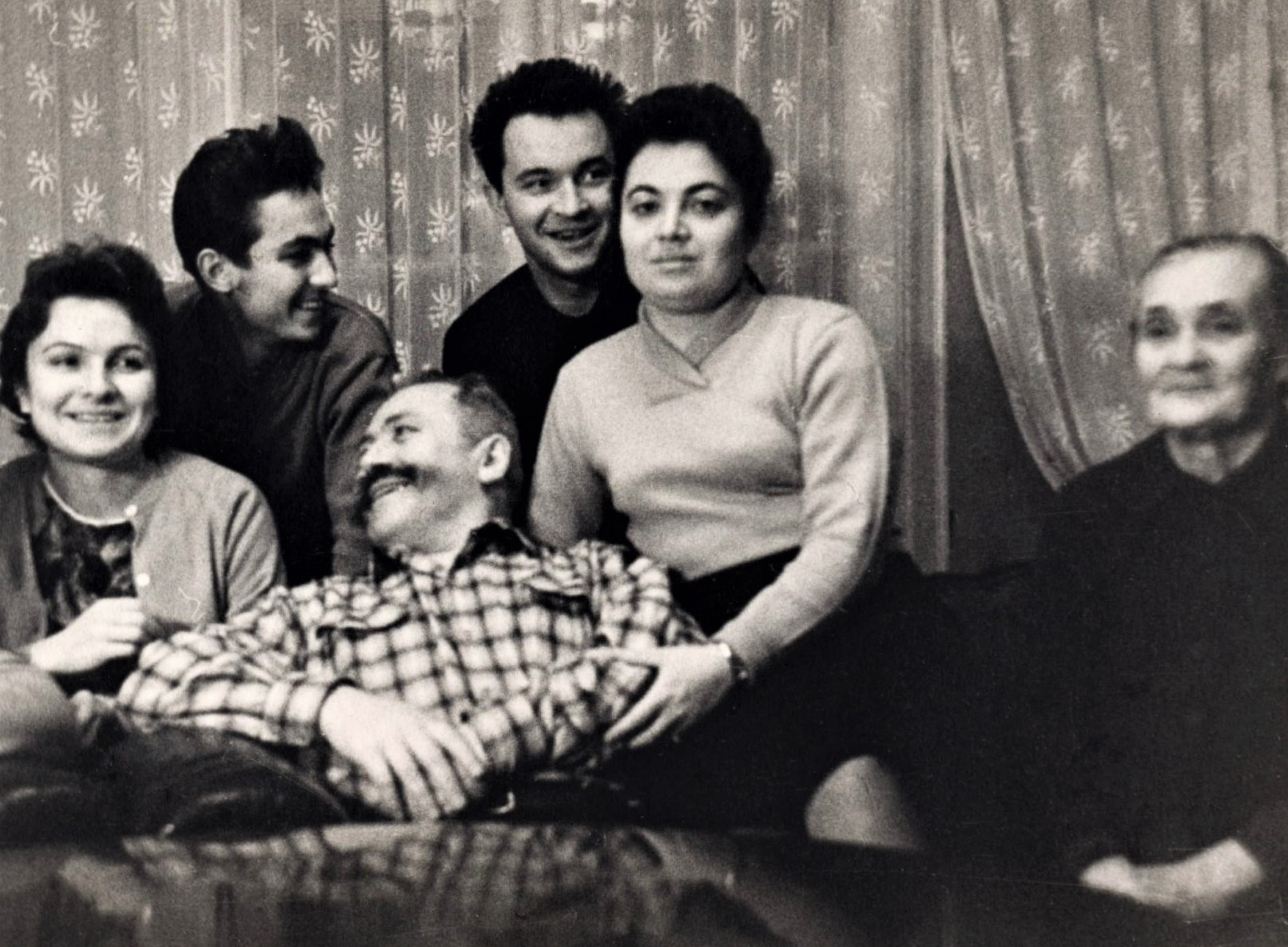
Serguéi Shtemenko con su familia en una foto de 1962

En el Pleno de julio de 1953 del Comité Central del PCUS, después de la muerte de Stalin. Lavrenti Beria fue acusado de acciones criminales antipartidistas y antiestatales y llevado a juicio. Shtemenko fue acusado de tener vínculos con Beria, por lo que fue degradado en rango militar a teniente general y nombrado jefe de personal del Distrito Militar de Siberia Occidental.
En agosto de 1956, el ministro de Defensa de la URSS, el mariscal de la Unión Soviética, Zhukov lo nombró, jefe de la Dirección Principal de Inteligencia del Estado Mayor General de las Fuerzas Armadas de la URSS y jefe adjunto del Estado Mayor General de Inteligencia, también recibió el rango militar de coronel general por segunda vez. Sin embargo, Shtemenko volvió a caer en desgracia después de que Zhukov fuera destituido como ministro de Defensa y degradado nuevamente a teniente general en 1957. Fue enviado a ocupar el puesto de subcomandante del Distrito Militar del Volga.
Shtemenko recuperó lentamente su estatus. En junio de 1962 fue nombrado Jefe de Estado Mayor de las Fuerzas Terrestres, y en abril de 1964 fue trasladado a la oficina central, donde dirigió la Dirección Principal de Organización y Movilización del Estado Mayor General de las Fuerzas Armadas. En febrero de 1968, por decreto del Consejo de Ministros de la URSS, recibió nuevamente el grado militar de general del ejército, y en agosto de ese mismo año fue designado para el cargo de jefe del Estado Mayor Combinado de las Fuerzas Armadas Unificadas de la Organización del Tratado de Varsovia y primer vicejefe del Estado Mayor General de las Fuerzas Armadas de la URSS. En este cargo, sirvió hasta el final de su vida.
Murió el 23 de abril de 1976 en Moscú y fue enterrado en el cementerio Novodévichi de la capital moscovita. El 10 de febrero de 1977, en el 70.º aniversario de su nacimiento y diez meses después de su muerte, la Escuela Militar Superior de Krasnodar pasó a llamarse en su honor.

## Rangos militares
- Mayor general (23 de noviembre de 1942).
- Teniente general (4 de abril de 1943)
- Coronel general (17 de noviembre de 1943)
- General del ejército (12 de noviembre de 1948)
- Degradado a teniente general (junio de 1953)
- Coronel general (26 de noviembre de 1956)
- General del ejército (22 de febrero de 1968).[10]

## Condecoraciones
- Orden de Lenin
- Orden de la Bandera Roja, tres veces
- Orden de Suvórov de 1.er grado, dos veces
- Orden de Suvórov de 2.do grado
- Orden de Kutúzov de 1.er grado
- Orden de la Bandera Roja del Trabajo
- Orden de la Estrella Roja
- Orden del Servicio a la Patria en las Fuerzas Armadas de la URSS de 3.er grado
- Medalla Conmemorativa por el Centenario del Natalicio de Lenin
- Medalla por la Defensa de Moscú
- Medalla por la Victoria sobre Alemania en la Gran Guerra Patria 1941-1945
- Medalla Conmemorativa del 20.º Aniversario de la Victoria en la Gran Guerra Patria de 1941-1945
- Medalla Conmemorativa del 30.º Aniversario de la Victoria en la Gran Guerra Patria de 1941-1945
- Medalla por la Victoria sobre Japón
- Medalla del 30.º Aniversario de las Fuerzas Armadas de la URSS
- Medalla del 40.º Aniversario de las Fuerzas Armadas de la URSS
- Medalla del 50.º Aniversario de las Fuerzas Armadas de la URSS
- Medalla por el Desarrollo de las Tierras Vírgenes
- Medalla Conmemorativa del 800.º Aniversario de Moscú

## Libros
- The New Laws and Military Service, Moscú, 1968.
- Our Universal Military Commitment, Moscú 1968.
- The General Staff in the War Years, Moscú, 1968–73.
- The Last Six Months of WWII, Moscú, 1973.
- The Liberating Role of the Soviet Armed Forces, Moscú, 1975.